# Liste der Beiträge für den besten internationalen Film für die Oscarverleihung 2021

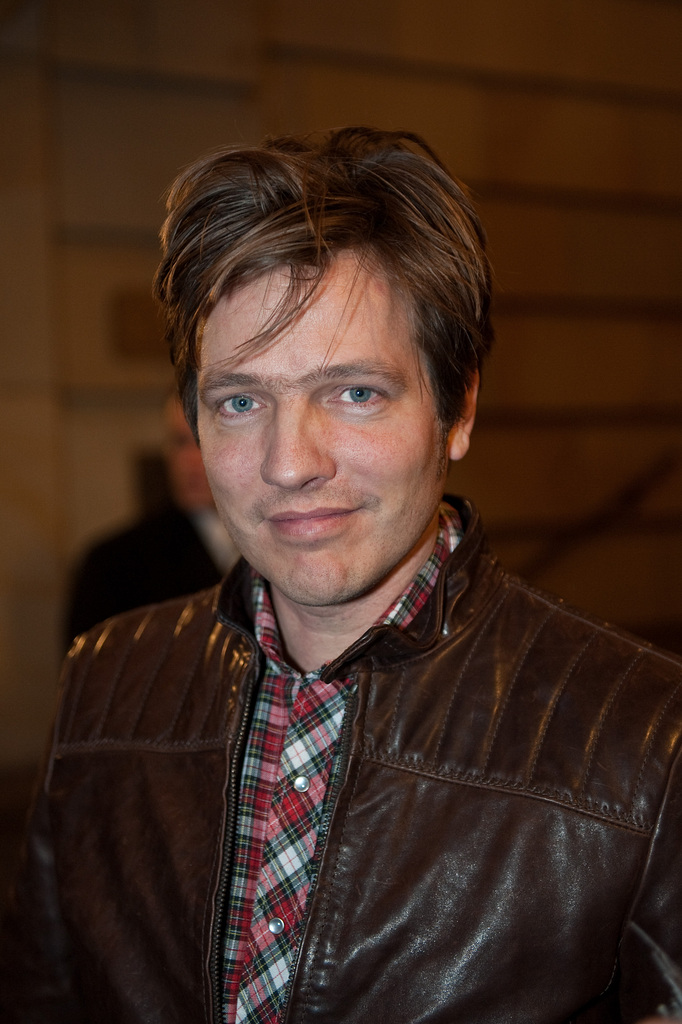
Thomas Vinterberg, Regiseeur des preisgekrönten Films Der Rausch

Die Liste der Beiträge für den besten internationalen Film für die Oscarverleihung 2021 führt alle für die Oscarverleihung 2021 bei der Academy of Motion Picture Arts and Sciences (AMPAS) für die Kategorie des besten internationalen Films eingereichten Filme. Insgesamt wurden 97 Filme eingereicht, von denen 93 zugelassen wurden und damit genau so viele wie im Vorjahr. Die drei Länder Lesotho, der Sudan und Suriname reichten erstmals einen Film ein. Nicht zugelassen wurden Vadim Perelmans Persischstunden für Belarus, Pawo Choyning Dorjis Lunana – Das Glück liegt im Himalaya für Bhutan, Deepa Mehtas Funny Boy für Kanada, Ana Rocha de Sousas Listen für Portugal sowie Yolqin Toʻychiyevs 2000 Songs of Farida für Usbekistan. Die Komitees aus Kanada und Portugal hatten jedoch vorsorglich jeweils einen zweiten Film eingereicht, die beide zugelassen wurden. Algeriens Beitrag Héliopolis von Djafar Gacem wurde nachträglich zurückgezogen.
Die Filme mussten bis zum 1. Dezember 2020 eingereicht werden. Aus allen zugelassenen Beiträgen wurde am 9. Februar 2021 zunächst eine Vorauswahl (Shortlist) von 15 Filmen (ursprünglich 10 Filme, aufgrund der Corona-Pandemie erhöht) bekanntgegeben und aus diesen dann am 15. März 2021 die fünf Nominierten ausgewählt. Nominiert wurden Quo Vadis, Aida? von Jasmila Žbanić für Bosnien und Herzegowina, Dänemarks Der Rausch von Thomas Vinterberg, Hongkongs Better Days von Derek Tsang, Rumäniens Kollektiv – Korruption tötet von Alexander Nanau sowie Tunesiens Der Mann, der seine Haut verkaufte von Kaouther Ben Hania.
Bei der Verleihung am 25. April 2021 konnte sich der dänische Beitrag Der Rausch durchsetzen. Es war der insgesamt vierte Sieg eines dänischen Films in dieser Kategorie.

## Beiträge
Vorauswahl,  Nominiert,  Ausgezeichnet
| Land                    | Deutscher bzw. Internationaler Titel      | Originaltitel                                         | Sprache(n)                                     | Regisseur(e)                              | Ergebnis        |
| ----------------------- | ----------------------------------------- | ----------------------------------------------------- | ---------------------------------------------- | ----------------------------------------- | --------------- |
| Ägypten                 | When We’re Born                           | لما بنتولد (Lammā Bantawallad)                        | Arabisch                                       | Tamer Ezzat                               | Nicht nominiert |
| Albanien                | Open Door                                 | Derë e hapur                                          | Albanisch, Italienisch                         | Florenc Papas                             | Nicht nominiert |
| Argentinien             | The Sleepwalkers                          | Los sonámbulos                                        | Spanisch                                       | Paula Hernández                           | Nicht nominiert |
| Armenien                | Songs of Solomon                          | Սողոմոնի երգերը (Soghomoni yergery)                   | Armenisch                                      | Arman Nschanjan                           | Nicht nominiert |
| Bangladesch             | Sincerely Yours, Dhaka                    | ইতি, তোমারই ঢাকা (Iti, Tomari Dhaka)                       | Bengalisch                                     | Elf verschiedene                          | Nicht nominiert |
| Belgien                 | Freudenmädchen                            | Filles de joie                                        | Französisch                                    | Frédéric Fonteyne Anne Paulicevich        | Nicht nominiert |
| Bolivien                | Chaco                                     | Chaco                                                 | Aymara, Quechua, Spanisch                      | Diego Mondaca                             | Nicht nominiert |
| Bosnien und Herzegowina | Quo Vadis, Aida?                          | Quo Vadis, Aida?                                      | Bosnisch, Niederländisch, Englisch, Serbisch   | Jasmila Žbanić                            | Nominiert       |
| Brasilien               | Babenco: Tell Me When I Die               | Babenco: Alguém Tem que Ouvir o Coração e Dizer Parou | Portugiesisch                                  | Bárbara Paz                               | Nicht nominiert |
| Bulgarien               | The Father                                | Бащата (Bashtata)                                     | Bulgarisch                                     | Kristina Grosewa Petar Waltschanow        | Nicht nominiert |
| Chile                   | Der Maulwurf – Ein Detektiv im Altersheim | El agente topo                                        | Spanisch                                       | Maite Alberdi                             | Vorauswahl      |
| China                   | Leap                                      | 夺冠 (Duóguàn)                                        | Mandarin                                       | Peter Chan                                | Nicht nominiert |
| Costa Rica              | Land of Ashes                             | Ceniza negra                                          | Spanisch                                       | Sofía Quirós Ubeda                        | Nicht nominiert |
| Dänemark                | Der Rausch                                | Druk                                                  | Dänisch                                        | Thomas Vinterberg                         | Ausgezeichnet   |
| Deutschland             | Und morgen die ganze Welt                 | Und morgen die ganze Welt                             | Deutsch                                        | Julia von Heinz                           | Nicht nominiert |
| Dominikanische Republik | A State of Madness                        | Mis 500 Locos                                         | Spanisch                                       | Leticia Tonos                             | Nicht nominiert |
| Ecuador                 | Emptiness                                 | Vacío                                                 | Mandarin, Spanisch                             | Paúl Venegas                              | Nicht nominiert |
| Elfenbeinküste          | Night of the Kings                        | La Nuit des Rois                                      | Dioula, Französisch                            | Philippe Lacôte                           | Vorauswahl      |
| Estland                 | The Last Ones                             | Viimeiset / Viimased                                  | Finnisch                                       | Veiko Õunpuu                              | Nicht nominiert |
| Finnland                | Tove                                      | Tove                                                  | Englisch, Finnisch, Französisch, Schwedisch    | Zaida Bergroth                            | Nicht nominiert |
| Frankreich              | Wir beide                                 | Deux                                                  | Französisch, Deutsch                           | Filippo Meneghetti                        | Vorauswahl      |
| Georgien                | Beginning                                 | დასაწყისი (Dassazqissi)                               | Georgisch                                      | Dea Kulumbegaschwili                      | Nicht nominiert |
| Griechenland            | Apples                                    | Μήλα (Mila)                                           | Griechisch                                     | Christos Nikou                            | Nicht nominiert |
| Guatemala               | La Llorona                                | La Llorona                                            | Kaqchikel, Spanisch                            | Jayro Bustamante                          | Vorauswahl      |
| Honduras                | Days of Light                             | Días de luz                                           | Spanisch                                       | Sechs verschiedene                        | Nicht nominiert |
| Hongkong                | Better Days                               | 少年的你 (Shàonián de nǐ)                             | Mandarin                                       | Derek Tsang                               | Nominiert       |
| Indien                  | Der Zorn der Bestien – Jallikattu         | ജെല്ലിക്കെട്ട്                                               | Malayalam                                      | Lijo Jose Pellissery                      | Nicht nominiert |
| Indonesien              | Impetigore                                | Perempuan Tanah Jahanam                               | Indonesisch, Javanisch                         | Joko Anwar                                | Nicht nominiert |
| Iran                    | Sun Children                              | خورشید (Khōrshīd)                                     | Persisch                                       | Majid Majidi                              | Vorauswahl      |
| Irland                  | Arracht                                   | Arracht                                               | Irisch                                         | Tom Sullivan                              | Nicht nominiert |
| Island                  | Agnes Joy                                 | Agnes Joy                                             | Isländisch                                     | Silja Hauksdóttir                         | Nicht nominiert |
| Israel                  | Asia                                      | אסיה (Asia)                                           | Hebräisch, Russisch                            | Ruthy Pribar                              | Nicht nominiert |
| Italien                 | Notturno                                  | Notturno                                              | Kurdisch, Arabisch                             | Gianfranco Rosi                           | Nicht nominiert |
| Japan                   | True Mothers                              | 朝が来る (Asa ga Kuru)                                | Japanisch                                      | Naomi Kawase                              | Nicht nominiert |
| Jordanien               | 200 Meters                                | 200 متر                                               | Arabisch, Hebräisch                            | Ameen Nayfeh                              | Nicht nominiert |
| Kambodscha              | Fathers                                   | ដើម្បីកូន (Daeumbei Kon)                                  | Khmer                                          | Huy Yaleng                                | Nicht nominiert |
| Kamerun                 | The Fisherman’s Diary                     | The Fisherman’s Diary                                 | Kamtok                                         | Enah Johnscott                            | Nicht nominiert |
| Kanada                  | 14 Days, 12 Nights                        | 14 jours 12 nuits                                     | Französisch                                    | Jean-Philippe Duval                       | Nicht nominiert |
| Kasachstan              | The Crying Steppe                         | Ұлы дала зары                                         | Kasachisch                                     | Marina Kunarova                           | Nicht nominiert |
| Kenia                   | The Letter                                | Barua                                                 | Swahili                                        | Maia Lekow Chris King                     | Nicht nominiert |
| Kirgisistan             | Running to the Sky                        | Жөө Күлүк (Jo Kuluk)                                  | Kirgisisch                                     | Mirlan Abdykalykov                        | Nicht nominiert |
| Kolumbien               | Memories of My Father                     | El olvido que seremos                                 | Spanisch                                       | Fernando Trueba                           | Nicht nominiert |
| Kosovo                  | Exil                                      | Exil                                                  | Albanisch, Deutsch                             | Visar Morina                              | Nicht nominiert |
| Kroatien                | Extracurricular                           | Dopunska nastava                                      | Kroatisch                                      | Ivan-Goran Vitez                          | Nicht nominiert |
| Kuba                    | Buscando a Casal                          | Buscando a Casal                                      | Spanisch                                       | Jorge Luis Sánchez                        | Nicht nominiert |
| Lesotho                 | This Is Not a Burial, It’s a Resurrection | This Is Not a Burial, It’s a Resurrection             | Sesotho                                        | Lemohang Jeremiah Mosese                  | Nicht nominiert |
| Lettland                | Blizzard of Souls – Zwischen den Fronten  | Dvēseļu putenis                                       | Estnisch, Lettisch, Deutsch, Russisch          | Dzintars Dreibergs                        | Nicht nominiert |
| Libanon                 | Broken Keys                               | مفاتيح مكسرة (Mafātīḥ mukasarat)                      | Arabisch                                       | Jimmy Keyrouz                             | Nicht nominiert |
| Litauen                 | Nova Lituania                             | Nova Lituania                                         | Litauisch                                      | Karolis Kaupinis                          | Nicht nominiert |
| Luxemburg               | River Tales                               | Cuentos del río                                       | Spanisch                                       | Julie Schroell                            | Nicht nominiert |
| Malaysia                | Roh                                       | Roh                                                   | Mailiisch                                      | Emir Ezwan                                | Nicht nominiert |
| Marokko                 | The Unknown Saint                         | القديس المجهول                                        | Arabisch                                       | Alaa Eddine Aljem                         | Nicht nominiert |
| Mexiko                  | I’m No Longer Here                        | Ya no estoy aquí                                      | Spanisch                                       | Fernando Frías de la Parra                | Vorauswahl      |
| Mongolei                | Die Adern der Welt                        | Veins of the World                                    | Mongolisch                                     | Byambasuren Davaa                         | Nicht nominiert |
| Montenegro              | Breasts                                   | Grudi                                                 | Montenegrinisch                                | Marija Perović                            | Nicht nominiert |
| Niederlande             | Buladó                                    | Buladó                                                | Papiamentu                                     | Éche Janga                                | Nicht nominiert |
| Nigeria                 | The Milkmaid                              | The Milkmaid                                          | Hausa                                          | Desmond Ovbiagele                         | Nicht nominiert |
| Nordmazedonien          | Willow                                    | Врба (Vrba)                                           | Mazedonisch                                    | Milčo Mančevski                           | Nicht nominiert |
| Norwegen                | Hope                                      | Håp                                                   | Norwegisch, Schwedisch                         | Maria Sødahl                              | Vorauswahl      |
| Österreich              | Was wir wollten                           | Was wir wollten                                       | Deutsch                                        | Ulrike Kofler                             | Nicht nominiert |
| Pakistan                | Circus of Life                            | زندگی تماشا (Zindagi Tamasha)                         | Urdu, Panjabi                                  | Sarmad Khoosat                            | Nicht nominiert |
| Palästina               | Gaza mon amour                            | غزة حبيبتي (Ghazzah munamur)                          | Arabisch                                       | Tarzan Nasser Arab Nasser                 | Nicht nominiert |
| Panama                  | Operation Just Cause                      | Operación Causa Justa                                 | Spanisch                                       | Luis Franco Brantley Luis Pacheco         | Nicht nominiert |
| Paraguay                | Killing the Dead                          | Matar a un muerto                                     | Guaraní, Spanisch                              | Hugo Giménez                              | Nicht nominiert |
| Peru                    | Song Without a Name                       | Canción sin nombre                                    | Quechua, Spanisch                              | Melina León                               | Nicht nominiert |
| Philippinen             | Mindanao                                  | Mindanao                                              | Filipino                                       | Brillante Mendoza                         | Nicht nominiert |
| Polen                   | Der Masseur                               | Śniegu już nigdy nie będzie                           | Französisch, Polnisch, Russisch, Vietnamesisch | Małgorzata Szumowska Michał Englert       | Nicht nominiert |
| Portugal                | Vitalina Varela                           | Vitalina Varela                                       | Kabuverdianu, Portugiesisch                    | Pedro Costa                               | Nicht nominiert |
| Rumänien                | Kollektiv – Korruption tötet              | Colectiv                                              | Rumänisch                                      | Alexander Nanau                           | Nominiert       |
| Russland                | Dear Comrades!                            | Дорогие товарищи (Dorogie Tovarischi!)                | Russisch                                       | Andrei Kontschalowski                     | Vorauswahl      |
| Saudi-Arabien           | Scales                                    | سيدة البحر (Sayidat al-Bahr)                          | Arabisch                                       | Shahad Ameen                              | Nicht nominiert |
| Schweden                | Charter                                   | Charter                                               | Schwedisch                                     | Amanda Kernell                            | Nicht nominiert |
| Schweiz                 | Schwesterlein                             | Schwesterlein                                         | Englisch, Französisch, Deutsch                 | Stéphanie Chuat Véronique Reymond         | Nicht nominiert |
| Senegal                 | Nafi’s Father                             | Baamum Nafi                                           | Fulfulde                                       | Mamadou Dia                               | Nicht nominiert |
| Serbien                 | Dara of Jasenovac                         | Дара из Јасеновца (Dara iz Jasenovca)                 | Serbisch                                       | Predrag Antonijević                       | Nicht nominiert |
| Singapur                | Wet Season                                | 热带雨 (Rèdài yǔ)                                     | Englisch, Hokkien, Mandarin                    | Anthony Chen                              | Nicht nominiert |
| Slowakei                | The Auschwitz Report                      | Správa                                                | Tschechisch, Deutsch, Polnisch, Slowakisch     | Peter Bebjak                              | Nicht nominiert |
| Slowenien               | Stories from the Chestnut Woods           | Zgodbe iz kostanjevih gozdov                          | Italienisch, Slowenisch                        | Gregor Božič                              | Nicht nominiert |
| Spanien                 | Der endlose Graben                        | La trinchera infinita                                 | Spanisch                                       | Jon Garaño Aitor Arregi Jose Mari Goenaga | Nicht nominiert |
| Südafrika               | Toorbos                                   | Toorbos                                               | Afrikaans                                      | Rene van Rooyen                           | Nicht nominiert |
| Sudan                   | Mit 20 wirst du sterben                   | ستموت في العشرين (Satamūt fīl-ʿishrīn)                | Arabisch                                       | Amjad Abu Alala                           | Nicht nominiert |
| Südkorea                | Das Attentat – The Man Standing Next      | 남산의 부장들 (Namsan-ui Bujangdeul)                  | Koreanisch                                     | Woo Min-ho                                | Nicht nominiert |
| Suriname                | Wiren                                     | Wiren                                                 | Niederländisch, Sranantongo                    | Ivan Tai-Apin                             | Nicht nominiert |
| Taiwan                  | A Sun                                     | 陽光普照 (Yángguāng pǔzhào)                           | Mandarin                                       | Chung Mong-hong                           | Vorauswahl      |
| Thailand                | Happy Old Year                            | ฮาวทูทิ้ง ทิ้งอย่างไรไม่ให้เหลือเธอ                            | Thailändisch                                   | Nawapol Thamrongrattanarit                | Nicht nominiert |
| Tschechien              | Charlatan                                 | Šarlatán                                              | Tschechisch                                    | Agnieszka Holland                         | Vorauswahl      |
| Tunesien                | Der Mann, der seine Haut verkaufte        | L'Homme qui a vendu sa peau                           | Arabisch, Englisch, Französisch                | Kaouther Ben Hania                        | Nominiert       |
| Türkei                  | Miracle in Cell No. 7                     | 7. Koğuştaki Mucize                                   | Türkisch                                       | Mehmet Ada Öztekin                        | Nicht nominiert |
| Ukraine                 | Atlantis                                  | Атлантида (Atlantyda)                                 | Ukrainisch                                     | Walentyn Wassjanowytsch                   | Nicht nominiert |
| Ungarn                  | Márta sucht János                         | Felkészülés meghatározatlan ideig tartó együttlétre   | Ungarisch                                      | Lili Horvát                               | Nicht nominiert |
| Uruguay                 | Alelí                                     | Alelí                                                 | Spanisch                                       | Leticia Jorge                             | Nicht nominiert |
| Venezuela               | Once Upon a Time in Venezuela             | Erase Una Vez en Venezuela, Congo Mirador             | Spanisch                                       | Anabel Rodríguez Ríos                     | Nicht nominiert |
| Vietnam                 | Dreamy Eyes                               | Mắt biếc                                              | Vietnamesisch                                  | Victor Vu                                 | Nicht nominiert |